# Gmina Szydłowiec
Die Gmina Szydłowiec ist eine Stadt-und-Land-Gemeinde im Powiat Szydłowiecki der Woiwodschaft Masowien in Polen. Sitz des Powiats und der Gemeinde ist die gleichnamige Stadt (deutsch Schiedlowietz) mit etwa 11.750 Einwohnern.

## Geographie

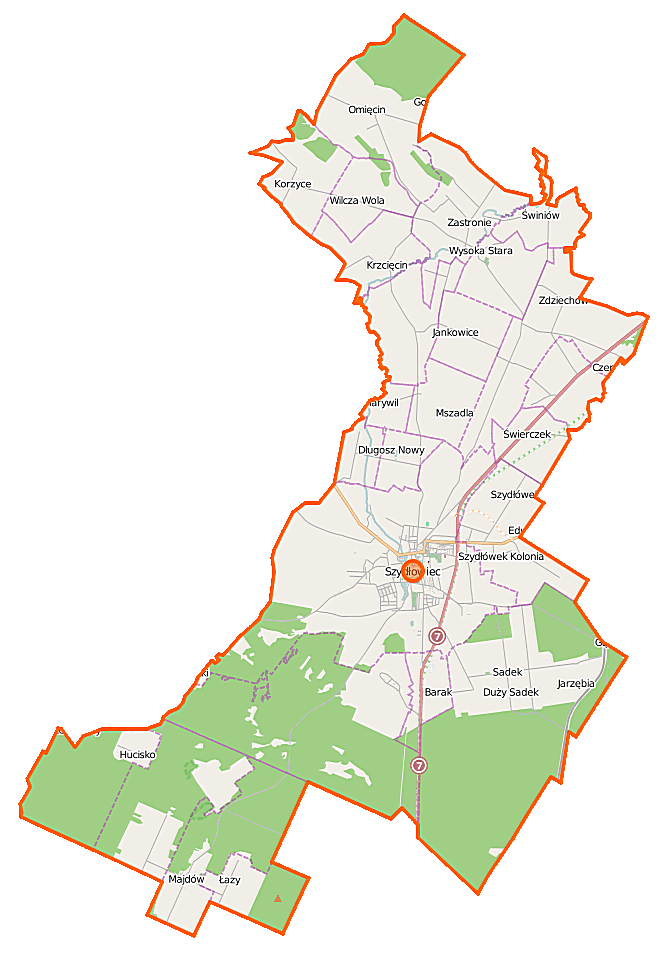
Karte der Gemeinde

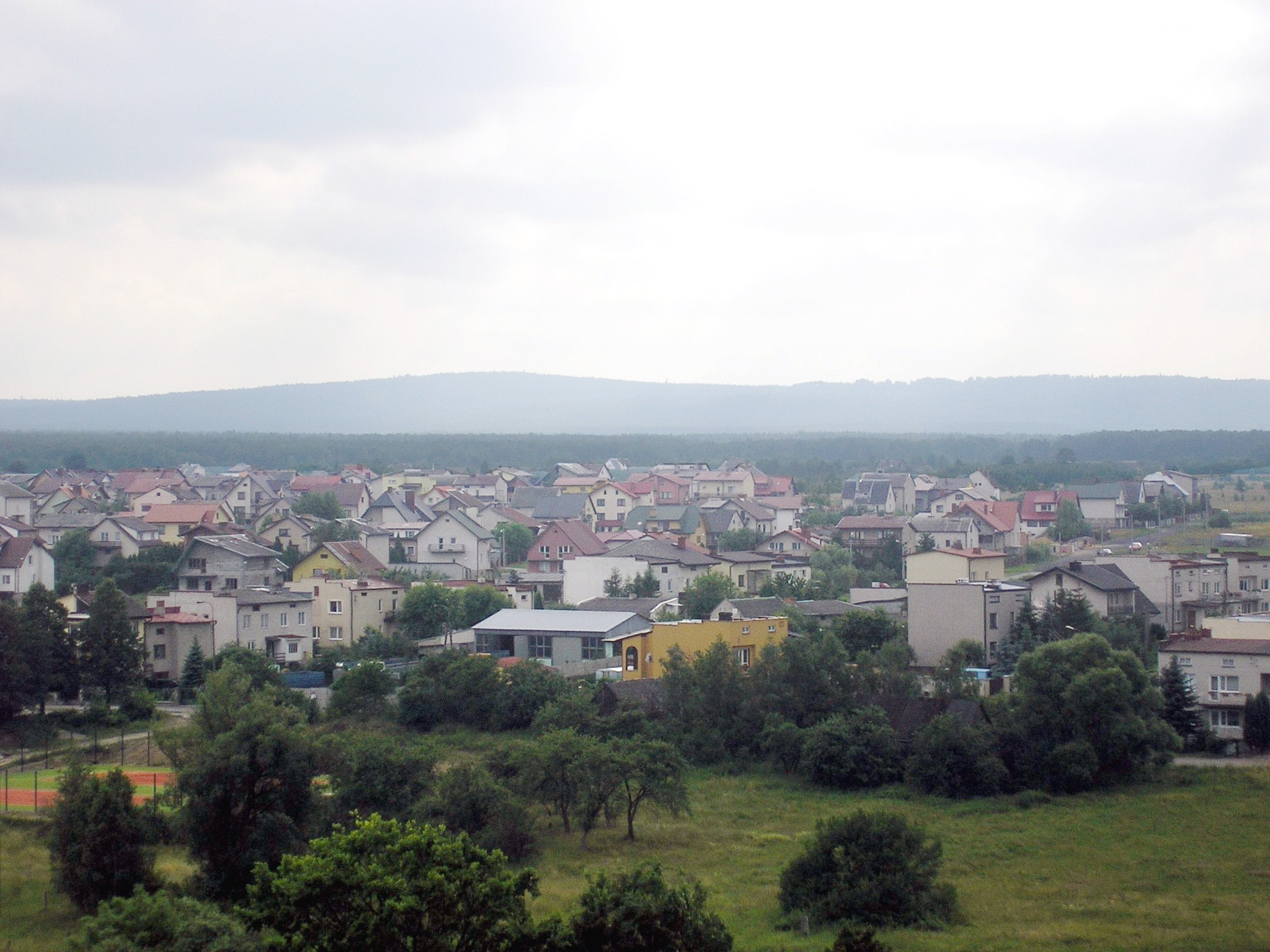
Der Altana gesehen von Szydłowiec

Die Gemeinde liegt im Süden der Woiwodschaft und grenzt dort an die Woiwodschaft Heiligkreuz. Die Großstadt Radom liegt 20 Kilometer nordöstlich, Kielce etwa 40 Kilometer südlich. Nachbargemeinden sind die Gemeinden Chlewiska im Westen, Wieniawa im Norden, Wolanów im Nordosten, Orońsko und Jastrząb im Osten sowie in der Woiwodschaft Heiligkreuz die Gemeinden Skarżysko Kościelne, Skarżysko-Kamienna und Bliżyn Brody im Süden.
Bei den Orten Ciechostowice und Hucisko befindet sich mit dem 408 Meter hohen Altana, die höchste Erhebung der Woiwodschaft Masowien auf dem Süden des Gemeindegebiets.
Wichtigstes Fließgewässer ist die Kobyłka, ein Nebenflüsschen der Szabasówka, die ihrerseits in die Radomka mündet.
Die Gemeinde hat eine Fläche von etwa 128 km², von der 53 Prozent land- und 38 Prozent forstwirtschaftlich genutzt werden.

## Geschichte

### Verwaltungsgeschichte
Das heutige Gemeindegebiet gehörte unterbrochen durch die deutsche Besatzungszeit im Zweiten Weltkrieg von 1919 bis 1975 zur Woiwodschaft Kielce mit unterschiedlichem Zuschnitt. Im Jahr 1939 kam der Powiat Konecki zur Woiwodschaft Łódź. Das Gebiet blieb bei Kielce und kam aus diesem bis 1954 zum Powiat Radomski. In diesem Jahr wurde die Landgemeinde Szydłowiec wiederholt in verschiedene Gromadas unterteilt. Der Hauptort wurde im selben Jahr Sitz des gleichnamigen Powiats.
Die Landgemeinde wurde zum 1. Januar 1973 neu geschaffen. Von 1975 bis 1998 gehörte das heutige Gemeindegebiet zur beträchtlich verkleinerten Woiwodschaft Kielce. Der Powiat wurde in dieser Zeit aufgelöst. Stadt- und Landgemeinde Szydłowiec wurden 1990/1991 zur Stadt-und-Land-Gemeinde zusammengelegt. Diese kam 1999 an die Woiwodschaft Masowien und wurde Kreisstadt des erneuerten Powiats.

### Regionalgeschichte
Das Gemeindegebiet war 1939 nach dem Überfall auf Polen Schauplatz von Kämpfen der polnischen Armee gegen deutsche Panzertruppen. Auf dem Friedhof der Stadt wurden 130 polnische Soldaten beigesetzt, die am 8. und 9. September im Wald fielen. Jeden 8. September gedenken die Bürger ihrer Verteidiger von 1939. In Szydłowiec wurde 1941 ein Ghetto für die große jüdische Gemeinde eingerichtet. Nach dessen Auflösung wurden die Bewohner im Vernichtungslager Majdanek ermordet.
Nach dem Krieg wurden neue Schulen eingerichtet, unter ihnen zwei allgemeinbildende Lyzeen sowie berufsbildende Schulen. Neben der traditionellen Bau- und Lederindustrie entwickelte sich die Elektronikbranche. Als Kreisstadt dient der Hauptort als Kommunikations-, Handels- und Verwaltungszentrum der umliegenden Gemeinden.

## Gliederung
Zur Stadt-und-Land-Gemeinde (gmina miejsko-wiejska) Szydłowiec mit 18.505 Einwohnern (Stand 31. Dezember 2020) gehören die Stadt selbst und 21 Dörfer mit 22 Schulzenämtern (sołectwa):
Barak
Ciechostowice
Chustki
Hucisko
Jankowice
Korzyce
Krzcięcin
Łazy
Majdów
Omięcin
Rybianka
Sadek
Szydłówek I
Szydłówek I
Świerczek
Świniów
Wilcza Wola
Wola Korzeniowa
Wysocko
Wysoka
Zastronie
Zdziechów
Weitere Dörfer der Gemeinde sind Długosz, Marywil, Mszadla; hinzu kommen der Weiler Jarzębia und die Kolonia Zdziechów.

## Verkehr

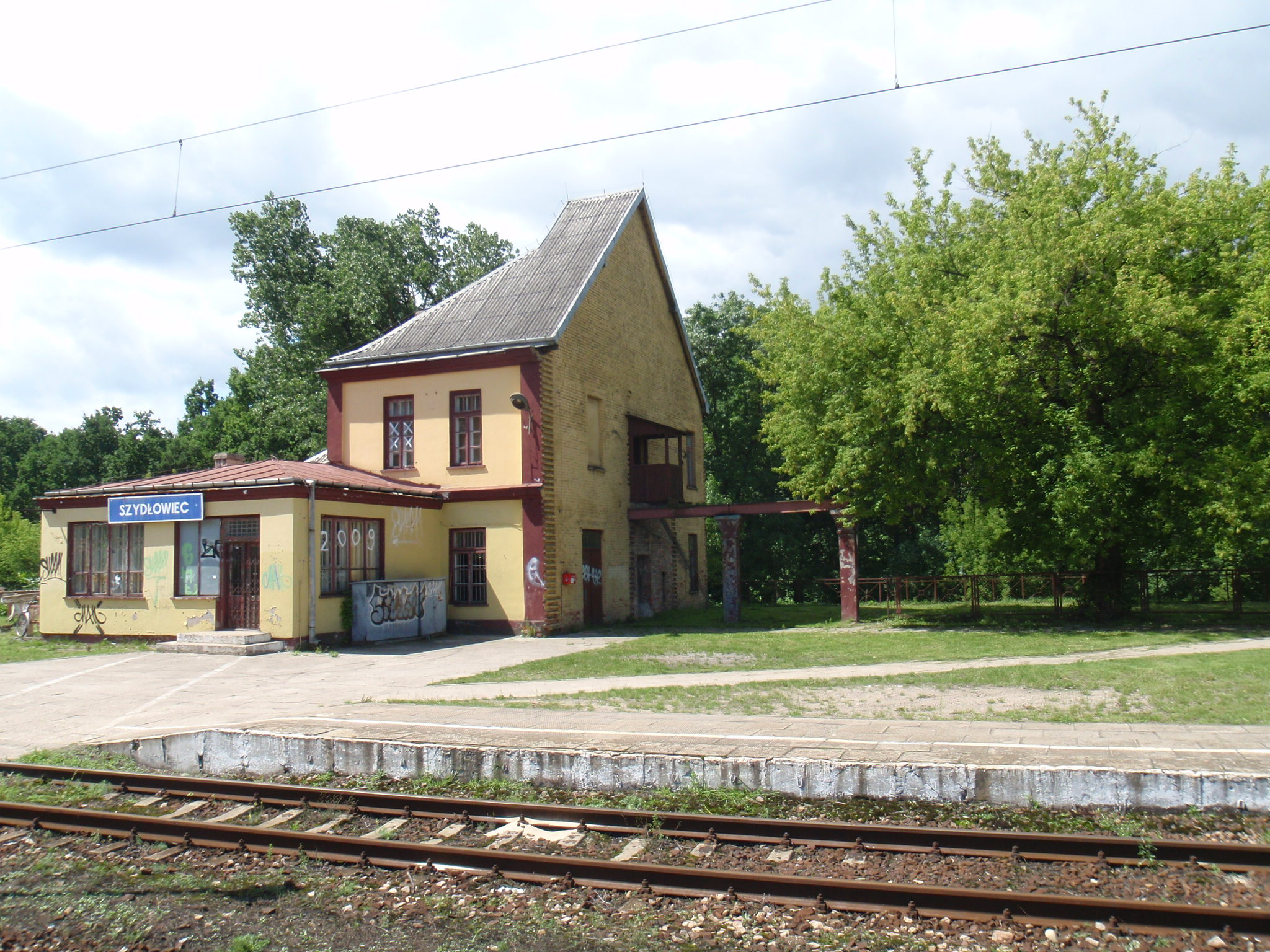
Der Bahnhof Szydłowiec

Die Schnellstraße S7 (Europastraße 77) durchzieht das Gemeindegebiet von Nord nach Süd. Sie führt von der Großstadt Radom nach Kielce, der Hauptstadt der Woiwodschaft Heiligkreuz. Die Woiwodschaftsstraße DW727 führt von Przysucha im Westen über die Nachbargemeinden Chlewiska und Jastrząb sowie Szydłowiec nach Wierzbica.
Der Bahnhof Szydłowiec an der Bahnstrecke Warszawa–Kraków liegt etwa fünf Kilometer östlich des Stadtzentrums beim Dorf Sadek.
Der nächste internationale Flughafen ist Warschau.